# Janet Leung
Janet Leung (Mississauga, 25 de abril de 1994) é uma jogadora de softbol canadense.

## Carreira
Leung compôs o elenco da Seleção Canadense de Softbol Feminino nos Jogos Olímpicos de Verão de 2020 em Tóquio, onde conquistou a medalha de bronze após confronto contra a equipe mexicana na disputa pelo pódio na competição.